# Holoplocamus papposus
Holoplocamus papposus is een slakkensoort uit de familie van de Polyceridae. De wetenschappelijke naam van de soort is voor het eerst geldig gepubliceerd in 1926 door Odhner.